# Syrie (province romaine)
Pour les articles homonymes, voir Syrie (homonymie).
Ne doit pas être confondu avec Syrie-Palestine.
64 av. J.-C. – 197 apr. J.-C.
Entités précédentes :
- Cœlé-Syrie
- Iturée et Trachonite (tétrarchie)

Entités suivantes :
- Cœlé-Syrie
- Syrie-Phénicie

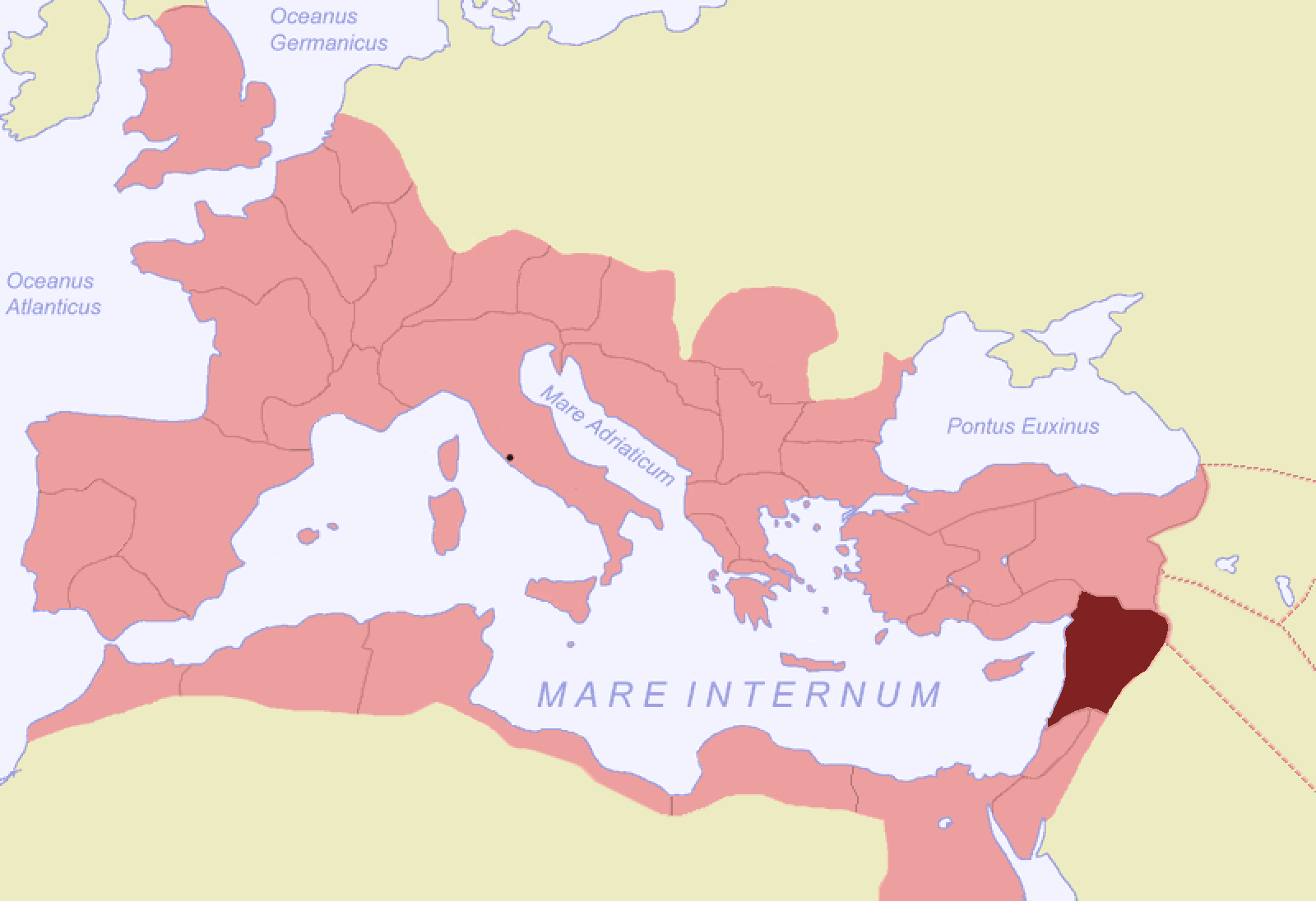
Province romaine de Syrie

Proche-Orient vers -89

La Syrie (en latin : Syria) est l'une des provinces les plus importantes de l'Empire romain, tant par sa richesse que sur le plan militaire. Étendue de la Méditerranée à l'Euphrate, elle constitue un riche creuset de civilisations, composé entre autres d'Araméens, et de Phéniciens, hellénisés pour la plupart d'entre eux.

## Histoire politique (64 av. J.-C. - 211)
La Syrie est conquise par Pompée en 64 av. J.-C.. En 63 av. J.-C., après avoir vaincu le roi Mithridate VI, il transforme le royaume de Syrie en province romaine, mettant ainsi fin à la dynastie séleucide. L'acquisition du territoire n'est cependant pas sa mission originelle. 
Le gouvernement de cette riche région constitue rapidement un enjeu majeur à Rome. Crassus, qui l'a obtenu, y trouve la mort en tentant une expédition militaire contre les Parthes en 53 av. J.-C., à Carrhes. Sous Auguste, la province est placée sous l'autorité d'un légat d'Auguste propréteur de rang consulaire, résidant à Antioche, la capitale. Les frontières de la province connaissent à plusieurs reprises des modifications. Le royaume de Judée, devenu province de Judée, est renommé Syrie-Palestine durant le règne de l'empereur Hadrien, mais n'appartient pas à la province de Syrie proprement dite. Les frontières varient aussi avec l'Arabie nabatéenne. La Syrie englobe l'Iturée et le territoire de Palmyre. La principauté des Sampsigéramides est très probablement annexée entre 72 et 78 ou 79 (date de la construction du mausolée d'Émèse). Si les conquêtes de Trajan sont éphémères, la frontière sur l'Euphrate est durablement déplacée jusqu'à Doura Europos, lors de la guerre parthique de Lucius Verus, entre 161 et 166. 
À partir de la seconde moitié du IIe siècle, le sénat romain comprend un nombre important de Syriens, comme Claudius Pompeianus ou Avidius Cassius sous Marc Aurèle. Dans la première moitié du IIIe siècle, des Syriens accèdent au pouvoir impérial, avec la dynastie des Sévères.
En 193, après la mort de Pertinax, l'armée de Syrie proclame empereur son gouverneur, Pescennius Niger. Il fait face à Septime Sévère et est défait par lui en 197. Septime Sévère pousse alors ses campagnes en direction de l'Empire parthe, annexant une partie de la Mésopotamie, pillant les villes de Ctésiphon et Séleucie du Tigre.
Après avoir créé la nouvelle province de Mésopotamie, Septime Sévère divise la province de Syrie en deux : la Syrie Cœlé — ou Syrie proprement dite — au nord, avec Antioche pour capitale, et la Syrie-Phénicie au sud, avec Tyr ou Émèse comme capitale. La province romaine de Cœlé-Syrie ne recouvre donc pas du tout l'espace qui, à l'époque hellénistique, porte ce nom, et qui correspondrait approximativement aux surfaces de la Syrie-Phénicie et de la Syrie-Cœlé. La Syrie-Cœlé romaine, quant à elle, correspond globalement à la Syrie séleucide avant la conquête du reste du pays par Antiochos III en -200.

### Liste (partielle) des gouverneurs romains de Syrie
- Cnaeus Calpurnius Piso (18 - 19)
- Marcus Ulpius Traianus (73/74 - 76/78)
- Lucius Ceionius Commodus (79 - 82)
- Pescennius Niger (191 - 193)

## Une province frontière et une des armées les plus importantes de l'Empire

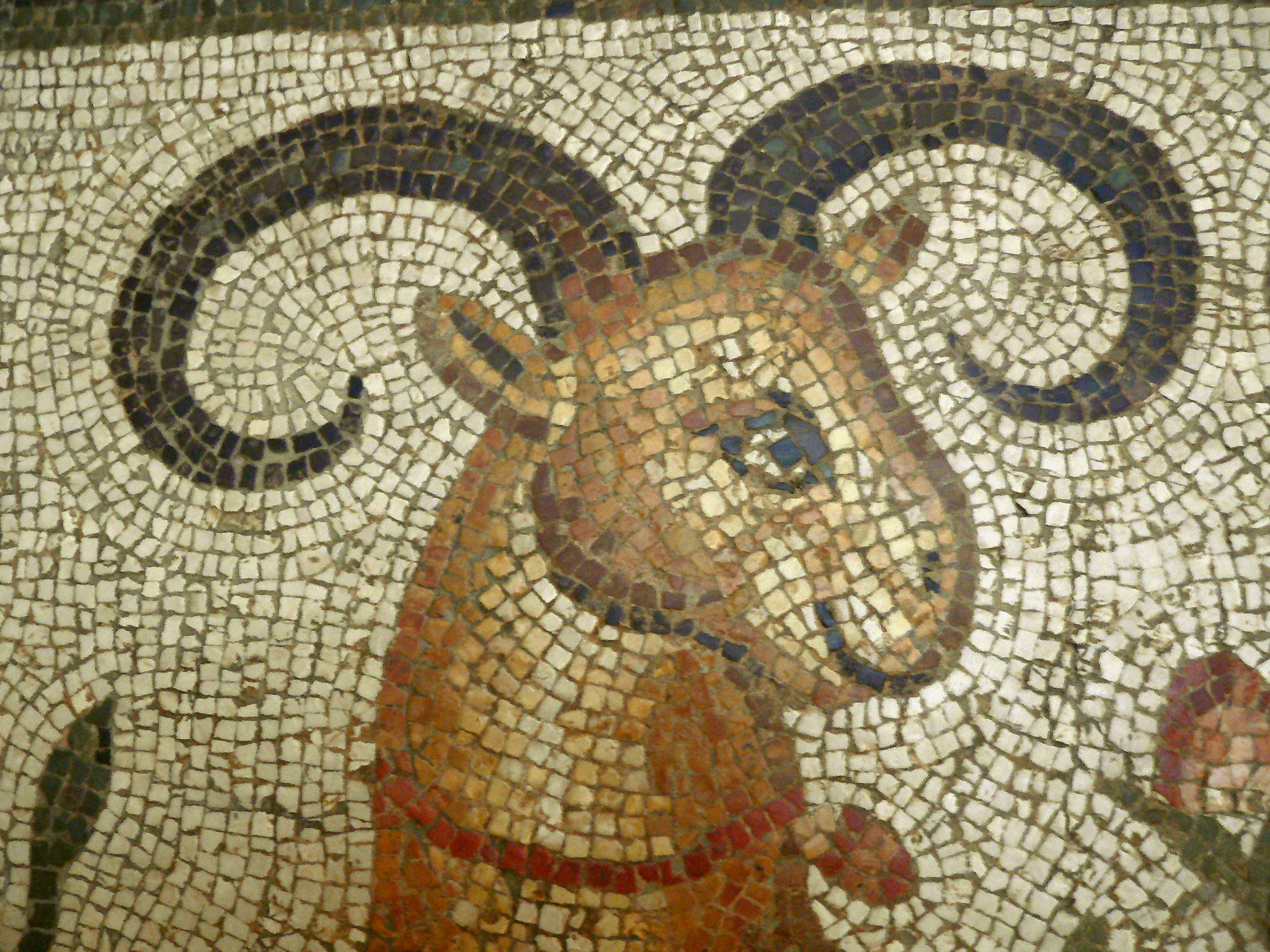
Antioche, mosaïque, bouquetin (détail), Musée du Louvre

L'armée de Syrie est l'une des plus importantes de l'Empire. Elle compte trois légions. Elle doit protéger la province contre le puissant Empire des Parthes, qui s'étend au-delà de l'Euphrate. Elle cherche parfois à s'étendre, à ses dépens, comme lors du règne de Trajan. Il arrive aussi que l'armée de Syrie doive faire face à des révoltes locales, comme celles des Juifs.
Sous Marc Aurèle et Lucius Verus, une nouvelle guerre oppose Parthes et Romains. La puissance de l'armée de Syrie fait qu'à plusieurs reprises, elle joue un rôle lors des guerres civiles qui opposent plusieurs prétendants à l'Empire. Ainsi, au Ier siècle, c'est l'armée de Syrie qui porte Vespasien au pouvoir. Elle se prononce aussi en faveur d'Avidius Cassius en 175 et de Pescennius Niger en 193. Mais ni l'un ni l'autre ne peuvent régner légitimement.
C'est ce rôle politique de l'armée de la province de Syrie qui porte Septime Sévère à diminuer la puissance de son gouverneur vers 197. Pour cela, il divise la province en deux provinces plus petites : la Cœlé-Syrie au nord et la Syrie-Phénicie au sud. Au IIIe siècle, l'armée des provinces de Syrie doit faire face à la dynastie des Sassanides et à son Empire perse, qui succède à l'Empire parthe. Elle subit des défaites sérieuses, notamment face au roi Chapour Ier en 260. La région passe alors sous le commandement de nobles de Palmyre qui organisent la défense locale de l'Empire. L'empereur Aurélien ramène la province de Syrie dans le giron de l'Empire en 272. La défense de la région face aux Perses reste un enjeu majeur de l'Empire romain jusqu'aux invasions arabes.

## La Syrie romaine face aux menaces duIIIesiècle(211-284)
Durant le IIIe siècle, l'histoire politique des provinces de Syrie devient inséparable des questions militaires : la pression exercée par l'Empire sassanide et les défaites romaines entraînent des bouleversements politiques. 
La campagne décidée par Caracalla contre les Perses amène l'empereur en Syrie en 215, mais n'est guère concluante. Tué à proximité de Carrhae en avril 217, le fils de Septime Sévère est remplacé par Macrin, son préfet du prétoire. Macrin tente de poursuivre les campagnes de Caracalla et dirige l'Empire depuis Antioche. Il doit rapidement faire face à l'usurpation d'Élagabal, originaire d'Émèse. Vaincu, Macrin prend la fuite, avant d'être tué en juillet 218. Élagabal a alors quatorze ans. Il est l'héritier mâle d'une dynastie locale qui revendique pour elle le pouvoir impérial et argue pour cela de sa parenté avec Septime Sévère. Varius Avitus Bassianus, dit Élagabal, est un petit-neveu de la seconde femme de Sévère, Julia Domna. Sa famille revendique pourtant pour lui le titre de fils de Caracalla. Le jeune âge du prince font que ce sont ses parentes – en particulier sa grand-mère Julia Maesa – qui exercent la réalité de la direction de l'Empire, en s'appuyant sur les plus hauts personnages de l'état. 
Grand prêtre de la divinité principale d'Émèse, et sans égard pour la religion traditionnelle romaine, le jeune Élagabal ne correspond que peu aux critères attendus par les Romains. D'Émèse, sa cour se déplace à Antioche, puis à Rome, où il arrive en 219, amenant avec lui son culte. Jusqu'en 235, sa famille règne sur l'Empire. Le comportement d'Élagabal choquant les milieux sénatoriaux et le peuple romain, il est éliminé en 222 et remplacé par son cousin Sévère Alexandre, lui aussi fort jeune et gouvernant à l'aide de ses parentes et d'un conseil de sénateurs illustres. En 231, la menace perse le fait revenir en Syrie pour des campagnes peu concluantes, avant que des menaces plus graves ne l'attirent sur le Rhin. Dès lors, l'Empire est menacé sur deux fronts principaux, dont l'un se trouve à proximité de la Syrie. 
De l'incapacité de faire face simultanément à ces deux menaces surgissent de nombreuses usurpations, chaque région menacée exigeant qu'un empereur la protège. La Syrie n'échappe pas à ce sort. En 242, la menace de Chapour Ier entraîne le retour d'un empereur en Syrie, Gordien III, mais sa défaite entraîne son remplacement, en 244, par Philippe l'Arabe, originaire de la province voisine d'Arabie. Si ce dernier doit retourner à Rome pour assurer la légitimité de son pouvoir, il laisse sur place son frère, Caius Julius Priscus, préfet du prétoire, avec des pouvoirs important sur la Syrie et les régions voisines.
Cependant, Philippe est tué en Occident, où les proclamations impériales se succèdent, jusqu'à celle de Valérien en 253. La même année, Chapour mène une offensive ravageuse contre l'Empire romain et pénètre très avant en Syrie, prenant Antioche et de nombreuses villes. Uranius Antoninus, notable d'Émèse, organise la défense de la province et, pour cette raison, prend le titre impérial. Cette éphémère usurpation (253-254) n'est connue que par des monnaies. À partir de 254, Valérien s'installe pour l'essentiel en Syrie, laissant l'Occident de l'Empire sous la responsabilité de son fils Gallien, à l'exception peut-être d'un court passage à Rome en 257. Cela ne suffit pas cependant à assurer la défense durable de la province, et l'année 260 est celle d'une catastrophe : Valérien est capturé par Chapour ! Une partie des provinces d'Occident font sécession, suivant l'usurpateur Postume, et Macrien se proclame empereur en Orient. Il est cependant vaincu avec Quiétus son fils en 261 par Odénath, important personnage de Palmyre. Dès lors, c'est ce dernier qui gouverne réellement, depuis la Syrie, l'Orient de l'Empire, même s'il reconnaît le pouvoir de Gallien. Il prend cependant le titre d'imperator et de « roi des rois ». Son assassinat, vers 267, par son fils Hairan, n'éloigne pas le pouvoir de sa famille : c'est sa veuve Zénobie qui prend le pouvoir et donne le titre d'Auguste à son fils Vaballath (271). En 272, cependant, Aurélien rétablit l'unité de l'Empire lors d'une campagne dirigée contre la Syrie, durant laquelle il capture Zénobie. En Perse, Chapour Ier meurt, et ses successeurs immédiats n'ont que de courts règnes : l'ennemi le plus dangereux de l'Empire n'est plus. Palmyre, s'étant à nouveau révoltée, est prise et pillée en 273 par Aurélien, qui retourne célébrer son triomphe à Rome.
L'éloignement de la menace perse entraîne un recul de l'importance politique de la Syrie dans le choix des empereurs, et l'usurpation de Caius Julius Saturninus en 281 est très courte ; il finit rapidement tué par ses soldats. En 283, Carus mène de brillantes campagnes contre les Perses, mais meurt après avoir pris Ctésiphon et Séleucie du Tigre. Les forces militaires romaines retournent vers l'Occident, où Dioclétien prend le pouvoir en 284.

## Syrie romaine au Bas-Empire

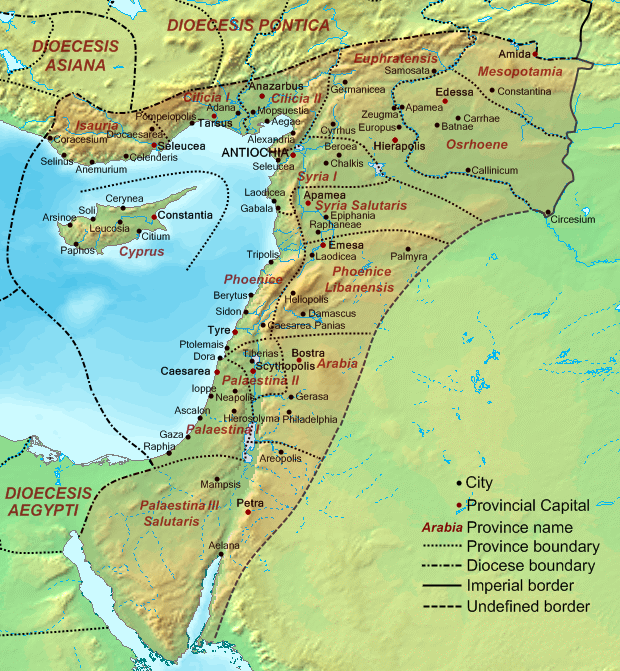
Le diocèse d'Orient.

Au Bas-Empire, les provinces existantes (Cœlé-Syrie et Syrie-Phénicie) sont divisées en entités encore plus réduites (Syrie première, Syrie seconde, Phénicie première, Phénicie seconde et Théodoriade) qui sont intégrées au diocèse d'Orient.

## Économie, cultures et religions

### Une province très riche

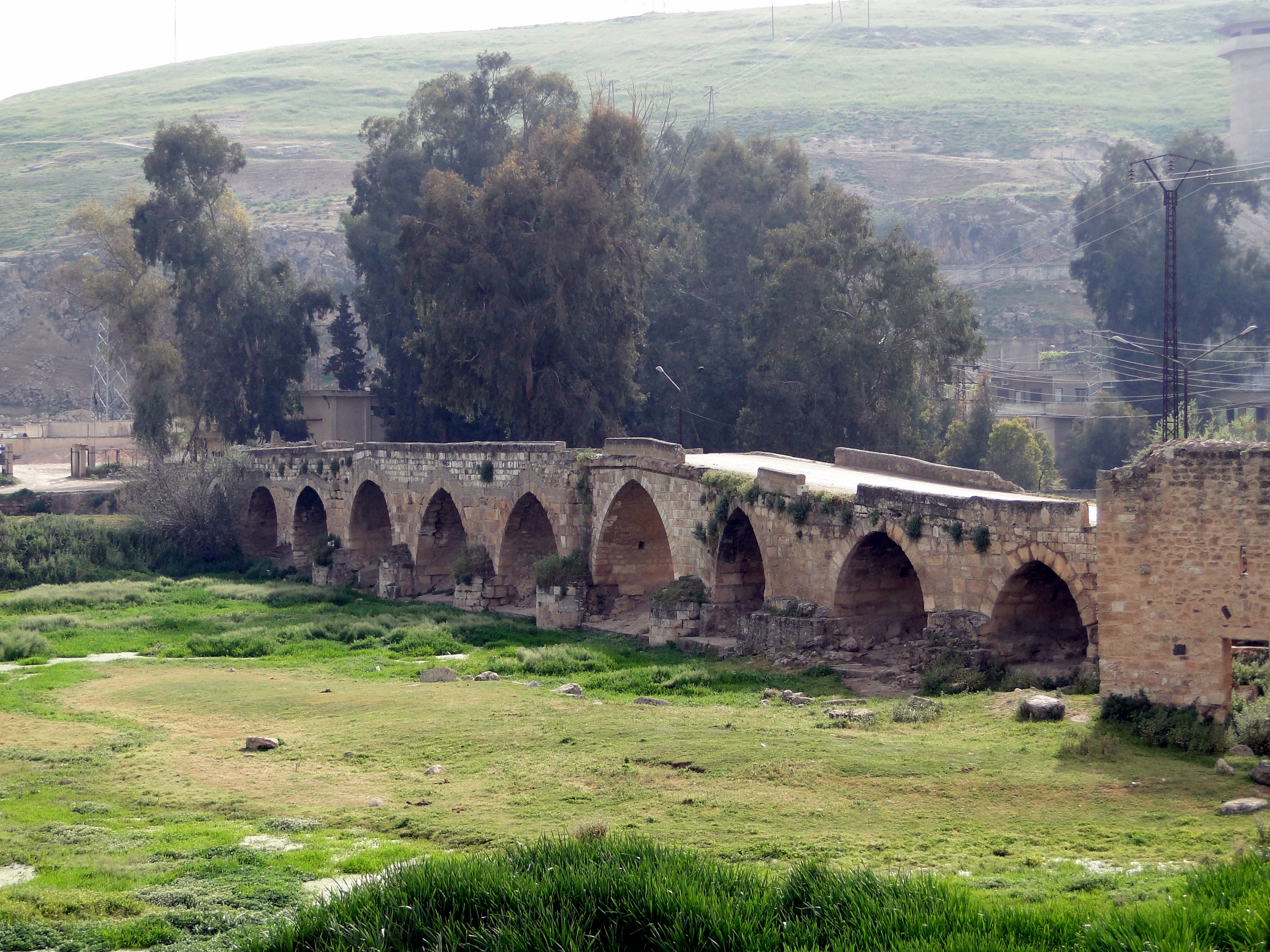
Ancien pont romain près de Maharda

La province était très riche et très peuplée, et c'est par les cités caravanières – Palmyre, Antioche, Damas, Émèse, etc. – que transitait le commerce entre Rome et l'Orient. Les caravanes partaient alors pour l'Arabie, la Mésopotamie et la route de la soie.
La région est caractérisée par trois formes de reliefs différents et par la trilogie méditerranéenne (blé/vin/huile). 
L'artisanat est très présent :
- céramique
- verre (sable fondu à haut degré, pas tout à fait transparent)
- parchemin (peau de veau)
- construction de navire en bois.

Le commerce est également intense grâce aux Phéniciens qui le favorisent développant la route de la soie. Le commerce des épices est également très actif.

### Diversité culturelle et religieuse
Il y a trois langues principales : grec surtout dans les cités, araméen et le pablais (langue iranienne). 
La langue majoritairement parlée reste l'araméen et des dialectes sémites.

La province de Syrie a donné plusieurs grands écrivains de langue grecque à l'Empire romain, dont Lucien de Samosate au IIe siècle, Libanios au Bas-Empire.
La diversité des populations est l'une des caractéristiques de la Syrie, qui voit cohabiter sur son sol des habitants d'origines très diverses et aux modes de vie très différents : paysans syriens des montagnes ou des plaines, descendants des colons grecs en général dans les cités, soldats romains, marchands palmyréens, communautés juives, nomades arabes, etc.
Dans la province de Syrie, des divinités sont plus particulièrement vénérées, comme la déesse Astarté, Atargatis, mais on finit également par y adopter des dieux grecs, comme Tyché, et latins, comme Vénus – la déesse de la victoire et de l'amour physique –, ou tout au moins leur apparence. Nombre de cités de Syrie ont leur ba'al, divinité poliade d'origine locale. La Syrie est, par ailleurs, une province où d'importants mouvements de syncrétisme se développent.
Après la conversion de saint Paul sur le chemin de Damas, l'église chrétienne se développe en Syrie avant l'évangélisation de la Grèce. La petite ville frontière de Doura Europos rend bien compte de cette diversité avec ses temples, les inscriptions religieuses de la garnison romaine, ainsi que les célèbres peintures de sa synagogue et de son église.

#### Antiquité hellénistique
- Antigonides, Dynastie séleucide (305-64), généalogie des Séleucides
- Tétrapole syrienne hellénistique, Séleucis de Syrie (301-60c)
  - Séleucie de Piérie, Antioche de l'Oronte, Apamée, Laodicée-sur-Mer (Lattaquié)

#### Antiquité romaine
- Cœlé-Syrie (332-64, royaume de Macédoine, Séleucides)
- Syrie (province romaine) (de -64 à +197)
- Royaume de Chalcis (de -80 à +92, Bekaa)
- Guerres judéo-romaines (66-136)
- Judée (province romaine) (6-135)
- Syrie-Palestine (135-390, province romaine)
- Syrie-Phénicie (province romaine) (194-vers 400)
- Cœlé-Syrie (province romaine) (198-vers 400)
- Révolte juive contre Gallus (352)
- Palaestina Prima (390-636)
- Palaestina Secunda (390-636)
- Palaestina Salutaris (en) (300/390-636)
- Révoltes samaritaines (484-572)
- Révolte juive contre Héraclius (602-608)

- Monuments romains en Syrie
- Classis Syriaca (it) (Flotte romaine de Syrie)
- Strata Diocletiana (Route de Dioclétien)
- Villages antiques du Nord de la Syrie
- Limes Arabicus, Limes d'Orient (it) (de Trabizonde à Eilat)

#### Antiquité romaine (organisation)
- Province romaine,Gouverneur romain,
- Liste de voies romaines, Theodorias,
- Antiquité tardive, Notitia dignitatum,
- Liste des diocèses de l'Empire romain tardif, Liste des provinces du Bas-Empire